# Narcissus assoanus subsp. praelongus
Narcissus assoanus és una subespècie de planta bulbosa que pertany a la família de les amaril·lidàcies. És originària del sud de la península Ibèrica.

## Descripció
És una planta perenne, les seves fulles són filiformes, com les gramínies, d'1-2 mm d'ample. Les flors fan de 15-20 mm, de color groc intens, amb una curta corona ciatiforme (en forma de copa), agradablement perfumades, disposades en umbel·les d'1-5. Es diferencia de Narcissus assoanus en el tub més llarg del periant. Es distribueix pel sud d'Espanya.

## Hàbitat
Pastures i matollars clars, sòls pedregosos i margosos, en ambients secs i assolellats propis del quejigal.

## Taxonomia
Narcissus assoanus subsp. praelongus va ser descrita per Barra i G.López i publicat a Anales del Jardín Botánico de Madrid 39 (1): 209, l'any 1982.
Etimologia
Narcissus nom genèric que fa referència del jove narcisista de la mitologia grega Νάρκισσος (Narkissos) fill del déu riu Cefís i de la nimfa Liríope; que es distingia per la seva bellesa.
El nom deriva de la paraula grega: ναρκὰο, narkào (= narcòtic) i es refereix a l'olor penetrant i embriagant de les flors d'algunes espècies (alguns sostenen que la paraula deriva de la paraula persa نرگس i que es pronuncia Nargis, que indica que aquesta planta és embriagadora).
El nom d'espècie es dedica a Ignacio Jordán Claudio de Asso y del Río (1742-1814), científic saragossà de talla internacional, químic, botànic, jurista i economista, destacat representant de la Il·lustració espanyola i aragonesa.
Sinonímia
- Narcissus baeticus Fern.Casas
- Narcissus juncifolius Req. ex-Lag[4]